# Ehrenthal Aron
Ehrenthal Aron (Prosznitz, ? – ?, 1888) rabbi.

## Élete
Jeles szónok volt és nagy hírnevet szerzett kitűnő német nyelvű szónoklataival. Kaposvári rabbiállásából a csehországi Horitzba került. 

## Megjelent művei
- Mate Aharón (Prága, 1861) homiletikus magyarázatok,
- Hadaszim Leniszuin (Frankfurt, 1887) esküvői beszédek,
- Bineurénu.